# Thomas Skidmore
Thomas Elliot Skidmore (Troy, Ohio, 22 de julho de 1932 — Westerley, Rhode Island, 11 de junho de 2016) foi um historiador norte-americano especializado em História do Brasil (brasilianista).
Além de escrever sobre a América Latina, Skidmore especializou-se em temas brasileiros. Negou ter atuado como agente da CIA, suspeita de parte da intelectualidade brasileira.
Skidmore dedicou grande parte de sua carreira acadêmica ao estudo do Brasil e da América Latina. Ele foi professor emérito de História na Brown University, onde lecionou por muitos anos. Skidmore foi um dos pioneiros no campo dos estudos brasileiros nos Estados Unidos, e sua obra influenciou gerações de estudiosos da história e da política brasileira.
Skidmore se graduou em Ciência política e Filosofia pela Universidade Denison em 1954. Motivado por um profundo interesse em História e pela crescente importância da América Latina no cenário global, ele prosseguiu seus estudos, obtendo mestrado em História pela Universidade Oxford em 1959 e doutorado em História Moderna Europeia pela Universidade Harvard em 1960.
Em 1969, Skidmore publicou seu obra chamada "Brasil: De Getúlio a Castello", que rapidamente se tornou referência no meio acadêmico. Através de uma análise rigorosa e abrangente, o livro explorou a complexa trajetória política brasileira desde o Estado Novo de Getúlio Vargas até a ditadura militar de Castelo Branco. Era fluente em português, espanhol e francês, foi membro da Academia Brasileira de Ciências Sociais. 
Lecionou em português para alunos brasileiros e estrangeiros. Orientou diversos estudantes de mestrado e doutorado que se tornaram importantes historiadores do Brasil. Ao longo de sua carreira prolífica, Skidmore publicou diversos outros livros e artigos sobre a história brasileira, abordando temas como a formação do Estado, as relações de poder, as desigualdades sociais e os movimentos sociais. Entre suas obras mais notáveis, destacam-se:
Skidmore publicaria em 1988 o livro "Brasil: De Castello a Tancredo", uma continuação que cobre o período entre o golpe e a morte do presidente eleito Tancredo Neves, em 1985. 
Dois momentos em sua carreira evidenciam sua relação próxima com o Brasil: um, em 1970, quando redigiu uma carta, com outros intelectuais norte-americanos, contra a prisão do historiador marxista brasileiro Caio Prado Júnior, por autoridades do  governo militar; o outro, em 1984, quando, após um seminário,  foi intimado  a depor no Departamento de Polícia Federal; ameaçado de deportação, foi defendido por diversos intelectuais brasileiros.
Numa entrevista realizada em 2012, revelou que soube do golpe de 1964 com um dia de antecedência, informação que ocultou nos livros e também nos diários que escreveu sobre o Brasil - consultados pelo jornal Folha de S.Paulo  dias antes da visita, na Universidade Brown.
O historiador se retirou da vida pública em novembro de 2009, quando passou a viver em um asilo em Westerley, onde enfrentou o Alzheimer e a síndrome do pânico.
Morreu aos 83 anos, em  11 de junho de 2016, dois dias depois de sofrer um ataque cardíaco.

## Principais obras publicadas
- Brasil: de Castelo a Tancredo (2ª ed.). Rio de Janeiro: Paz e Terra, 1988. 608p.
- O Brasil Visto de Fora (2ª ed.). Rio de Janeiro: Paz e Terra, 2001. 292p.
- Brasil: de Getulio a Castelo (14ª ed.). Rio de Janeiro: Paz e Terra, 2007. 512p.
- Preto no Branco: Raça e Nacionalidade no Pensamento Brasileiro (1870-1930). São Paulo: Companhia das Letras, 2012. 400p.
- Uma História do Brasil (3ª ed.). Rio de Janeiro: Paz e Terra, 2000. 360p.

### Preto no Branco: Raça e Nacionalidade no Pensamento Brasileiro (1870-1930)
É um estudo sobre as ideias raciais e nacionais que moldaram a sociedade brasileira entre o final do século XIX e o início do século XX. Publicado originalmente em 1973, o livro se tornou um clássico da historiografia brasileira e continua sendo uma referência importante para entender as raízes do racismo no país.
O livro se destaca por:
- Análise rigorosa: Skidmore baseia sua análise em uma pesquisa meticulosa de diversas fontes, incluindo escritos de intelectuais, políticos e cientistas da época, além de jornais, revistas e documentos governamentais.
- Visão abrangente: O autor examina as diferentes correntes de pensamento sobre raça e nacionalidade no Brasil, desde o positivismo e o darwinismo social até as ideias de mestiçagem e assimilação.
- Contexto histórico: Skidmore situa as ideias raciais e nacionais no contexto social, político e econômico da época, destacando a influência da escravidão, da imigração europeia e da busca por uma identidade nacional.
- Impacto duradouro: O autor analisa como as ideias raciais e nacionais do período continuam a influenciar a sociedade brasileira até hoje.

Alguns dos principais pontos abordados no livro:
- A ascensão do racismo científico: Skidmore examina como as teorias raciais da época, baseadas em pseudociência, foram utilizadas para justificar a inferioridade dos negros e a superioridade dos brancos.
- O mito da democracia racial: O autor analisa a construção do mito da "democracia racial" no Brasil, que mascara as desigualdades raciais e nega a existência do racismo.
- As ideias de mestiçagem e assimilação: Skidmore examina as diferentes visões sobre a miscigenação racial no Brasil, desde a ideia de que a miscigeração levaria à "branqueamento" da população até a defesa da valorização da diversidade cultural.
- O papel das elites brasileiras: O autor analisa como as elites brasileiras utilizaram as ideias raciais e nacionais para manter seu poder e status social.
- As raízes do racismo brasileiro: Skidmore identifica as raízes do racismo estrutural no Brasil, que se baseia em leis, políticas e práticas discriminatórias.

"Preto no Branco" é um livro essencial para entender as complexas relações raciais no Brasil. A análise rigorosa de Skidmore, aliada à sua escrita clara e acessível, torna o livro uma leitura obrigatória para estudantes, pesquisadores e qualquer pessoa interessada na história e na sociedade brasileira.
Além dos pontos mencionados acima, o livro também destaca:
- A influência do pensamento europeu nas ideias raciais brasileiras.
- As diferentes reações ao racismo por parte da população negra e mestiça.
- O papel da Igreja Católica nas discussões sobre raça e nacionalidade.
- As contradições entre as ideias raciais e a realidade da sociedade brasileira.
- Os desafios para superar o racismo no Brasil.
- O livro de Skidmore continua sendo uma referência importante para os estudos sobre raça e relações raciais no Brasil. Sua análise profunda e abrangente das ideias raciais e nacionais do período entre 1870 e 1930 o torna um livro essencial para entender as raízes do racismo estrutural no país e para pensar em alternativas para uma sociedade mais justa e igualitária.

### Brasil: De Getúlio a Castello
Um livro crucial para compreender a história brasileira do século XX. Publicado pela primeira vez em 1974, o livro oferece uma análise abrangente e profunda do período entre a Revolução de 1930 e o golpe militar de 1964.
O livro se destaca por:
- Visão abrangente: Skidmore examina os aspectos políticos, sociais, econômicos e culturais desse período crucial da história brasileira.
- Pesquisa meticulosa: O autor baseia sua análise em diversas fontes, incluindo documentos governamentais, entrevistas, pesquisas acadêmicas e até mesmo sua própria experiência vivendo no Brasil durante a década de 1960.
- Análise equilibrada: Skidmore se esforça para apresentar uma visão imparcial dos eventos, reconhecendo as diferentes perspectivas e interpretações do período.
- Clareza e acessibilidade: O livro é escrito de forma clara e acessível, tornando-o ideal para um público amplo, incluindo estudantes, pesquisadores e o público em geral.

Alguns dos principais pontos abordados no livro:
- Ascensão e queda de Getúlio Vargas: Skidmore analisa os três governos de Vargas (1930-1945, 1950-1954 e 1954-1955), incluindo suas políticas populistas, nacionalistas e autoritárias.
- A Era Vargas e seus impactos: O autor examina os impactos duradouros do varguismo na sociedade, política e economia brasileiras.
- A democratização após 1945: Skidmore analisa o processo de democratização após a queda de Vargas em 1945, incluindo a formação de novos partidos políticos e a realização de eleições livres.
- As crises dos anos 1950 e 1960: O autor examina as crises políticas, sociais e econômicas que levaram ao golpe militar de 1964.
- O golpe militar de 1964: Skidmore analisa as causas e consequências do golpe militar, que marcou o início de um regime autoritário no Brasil.

"Brasil: De Getúlio a Castello" é considerado um clássico da historiografia brasileira. O livro foi traduzido para diversos idiomas e recebeu elogios de críticos e estudiosos por sua análise rigorosa, visão abrangente e escrita clara. É leitura essencial para qualquer pessoa interessada em compreender a história moderna do Brasil.
Além dos pontos mencionados acima, o livro também destaca:
- A complexa relação entre Getúlio Vargas e as classes populares.
- O papel dos militares na política brasileira.
- As tensões entre as elites tradicionais e os movimentos sociais.
- O impacto da Guerra Fria na política brasileira.
- As raízes do regime militar de 1964.

O livro de Skidmore continua sendo uma referência importante para os estudos sobre a história brasileira do século XX. Sua análise profunda e abrangente do período entre 1930 e 1964 o torna um livro essencial para estudantes, pesquisadores e o público em geral.

### Brasil: De Castello a Tancredo
O livro "Brasil: De Castello a Tancredo", do autor Thomas E. Skidmore, oferece uma análise abrangente e profunda do período entre o golpe militar de 1964 e a posse do presidente Tancredo Neves em 1985.
Aclamado como um dos trabalhos mais importantes sobre a história brasileira contemporânea, o livro se destaca por:
- Visão abrangente: Skidmore examina os aspectos políticos, sociais, econômicos e culturais desse período crucial da história brasileira.
- Análise rigorosa: O autor baseia sua análise em uma pesquisa meticulosa, utilizando diversas fontes, incluindo documentos governamentais, entrevistas e trabalhos acadêmicos.
- Neutralidade: Skidmore se esforça para apresentar uma visão imparcial dos eventos, reconhecendo as diferentes perspectivas e interpretações do período.
- Clareza e acessibilidade: O livro tenta ser escrito de forma clara e acessível, tornando-o ideal para um público amplo, incluindo estudantes, pesquisadores e o público em geral.

Eis alguns dos principais pontos abordados no livro:
- As origens do golpe militar de 1964: Skidmore analisa os fatores políticos, sociais e econômicos que levaram ao golpe, incluindo a crise política da década de 1960, o crescimento da esquerda e a influência dos Estados Unidos.
- O regime militar: O autor examina em detalhes as políticas e ações do regime militar, incluindo a repressão política, o "milagre econômico" e a abertura gradual do regime na década de 1980.
- A luta pela redemocratização: Skidmore descreve os movimentos sociais e políticos que lutaram pela redemocratização do Brasil, incluindo a Igreja Católica, os movimentos estudantis e os trabalhadores.
- A posse de Tancredo Neves: O livro culmina com a análise da eleição e posse de Tancredo Neves em 1985, marcando o fim do regime militar e o início da Nova República.

"Brasil: De Castello a Tancredo" é uma obra fundamental para a compreensão da história recente do Brasil. O livro oferece uma análise profunda e equilibrada de um período complexo e turbulento, e é leitura essencial para qualquer pessoa interessada na história brasileira contemporânea.
Além dos pontos mencionados acima, o livro também destaca:
- A importância da atuação das Forças Armadas no processo político brasileiro.
- O papel dos Estados Unidos nas relações internacionais do Brasil durante o período militar.
- As tensões entre os diferentes setores da sociedade brasileira durante o regime militar.
- Os desafios da redemocratização do Brasil.
- O livro de Skidmore é uma referência importante para os estudos sobre a história brasileira contemporânea. Sua análise rigorosa, visão abrangente e escrita clara o tornam um livro essencial para estudantes, pesquisadores e o público em geral.